# Enoch Sontonga
Enoch Mankayi Sontonga (né vers 1873 à Uitenhage dans la colonie du Cap et mort le 18 avril 1905 à Johannesbourg dans la colonie du Transvaal) est un enseignant et l'auteur et le compositeur de Nkosi Sikelel' iAfrika (Dieu bénisse l’Afrique) un chant africain qui, combiné à Die Stem van Suid-Afrika, compose l'hymne national sud-africain depuis 1994. 
Ce chant fut aussi l'hymne du Congrès national africain à partir de 1925 et est aussi un hymne national en Tanzanie et en Zambie.

## Biographie
Membre de l'ethnie Xhosa, Enoch Sontonga, enseignant pendant huit ans à l’école méthodiste de Nancefield, près de Johannesbourg, écrit en 1897 la musique, la première partie et le refrain de Nkosi Sikelel iAfrica pour ses élèves  (1897). La même année, il composa la musique. Le chant est joué pour la première fois en public lors de l’ordination d'un pasteur de l’Église méthodiste en 1899 et est popularisé par la chorale de l'école à Johannesbourg et dans la région du Natal.    
Enoch Sontonga meurt le 18 avril 1905 et est enterré à Braamfontein. Oublié par la suite, sa tombe est finalement localisée en 1995 et classée monument historique le 24 septembre 1996. 
La chanson Nkosi Sikelel iAfrica connait progressivement un grand succès auprès du public noir d'Afrique du Sud. Sa notoriété augmente notamment après avoir été jouée par la chorale de l'institut Ohlange de John Dube, lors de la création du South African Native National Congress en 1912.
Adopté par l'ANC, la chanson d'Enoch Sontonga est complétée de plusieurs paragraphes en xhosa en 1927 par le poète Samuel Mqhayi. Tous les paragraphes de la chanson furent publiés pour la première fois en 1929. 
L’ordre national du mérite sud-africain a été attribué à titre posthume à Enoch Sontonga et remis à sa petite-fille, Ida Rabotape.

## Vie privée
Sontonga s'est marié à Diana Mgqibisa, fille d'un pasteur méthodiste. Ils ont eu un enfant. 

## Sources
- Enoch Mankayti Sontonga, SAHistory.org.za
- Biographie